# Za baobab
De za baobab (Adansonia za) is een boom uit de kaasjeskruidfamilie. De soort is endemisch op Madagaskar.

## Beschrijving
De za baobab is een grote, massieve loofboom van 10 tot 30 meter hoog en heeft een dikke stam, met een bruinachtig roze gladde schors. De stam kan een diameter van 6 meter bereiken. Volgroeide bladeren zijn handvormig en bestaan uit drie tot zeven bladeren aan 12 centimeter lange bladstelen. Het kale blad is eirond, 5 tot 10 centimeter lang en 1,5 tot 2,5 centimeter breed. De bladrand is effen.
De lange cilindervormige bloemknoppen lijken op peulen, waardoor ze verward kunnen worden met een vrucht. Als de knop opengaat, krult de buitenste laag van de knop naar achteren en worden de gele en rode bloemblaadjes en gelige lange meeldraden zichtbaar. De alleenstaande bloemen staan rechtop. Hun kelkbladen zijn 10 tot 20 centimeter lang en 1,2 tot 1,5 centimeter breed. De gele, langwerpige bloemkroon is 15 tot 20 centimeter lang en 1,2 tot 1,5 centimeter breed. De talrijke meeldraden zijn met een 2 tot 6 centimeter lange buis met een 2,5 tot 6 centimeter lange vrije spits vergroeid. De bloemen hebben een muffe zoete geur.
De bloeiperiode loopt van november tot februari. De bloemen worden onder andere bestoven door pijlstaarten. De langwerpige of ovale vruchten zijn rijp aan het einde van het droge seizoen. Ze bevatten niervormige platte zaden. De zaden hebben een oliegehalte van 11 procent. De vetzuren bestaan uit 27 procent palmitinezuur, 3 procent stearinezuur, 30 procent oliezuur en 23 procent linolzuur. Daarnaast zijn er nog andere onbekende vetzuren.

## Gebruik
Het vruchtvlees, de zaden en de wortels van jonge zaailingen worden gegeten. In tijden van schaarste wordt het vochtige hout, afkomstig van pas gevelde bomen als veevoer gebruikt. De boomstam wordt soms uitgehold om er water in op te slaan en bastvezels worden gebruikt voor het maken van kleding en touw. Verder worden de bloemen gebruikt voor een medicijn tegen keelpijn.

## Verspreiding
De za baobab komt voor in loofbossen, succulente boslanden, doornig struikgewas, grasvlakten en in het kreupelhout van het Nationaal park Andohahela. Langs de westkust komt hij voor tot in het Boina-gebied bij de rivier Sambirano, in Noord-Madagaskar. De soort staat op de Rode Lijst van de IUCN geklasseerd als 'gevoelig'.
De za baobab met de mogelijk grootste omtrek staat in de buurt van het dorpje Reakaly, ten noordwesten van Ampanihy. De omtrek van de stam is ongeveer 23 meter.
... · 
A. digitata (Afrikaanse baobab) · 
A. grandidieri (Baobab van Grandidier) · 
A. gregorii (Australische baobab) · 
A. madagascariensis (Malagassische baobab) · 
A. perrieri (Baobab van Perrier) · 
A. rubrostipa (Fony baobab) · 
A. suarezensis (Suarez baobab) · 
A. za (Za baobab) · 
...